# Piotr Górski (poseł)
Piotr Górski, herbu Bożawola (ur. 15 sierpnia 1858 w Uleńcu, zm. 20 lutego 1906 w Wiedniu) – polski polityk konserwatywny, radny miasta Krakowa, poseł do galicyjskiego Sejmu Krajowego i austriackiej Rady Państwa.

## Życiorys
Ukończył gimnazjum św. Anny w Krakowie (1876), a potem studiował na Wydziale Prawa Uniwersytetu Jagiellońskiego. W tym okresie uczęszczał na wykłady z historii Polski u Józefa Szujskiego. Ukończył prawo w Wiedniu w 1880, stopień doktora uzyskując w 1881 na UJ. Po studiach wstąpił do służby rządowej i podjął pracę w dolno-austriackim namiestnictwie. W 1889 przeniesiony do namiestnictwa lwowskiego za rządów Filipa Zaleskiego. W latach 1887–1889 urzędnik a następnie komisarz powiatowy (1889-1892) delegatury namiestnictwa w Krakowie.Kazimierz Chłędowski zostawił potomnym taką jego charakterystykę: ów Peter, jak go nazywano, była to nieznośna, obrzydliwa figura. Pochodził on z warszawskich Górskich, którzy w społeczeństwie Królestwa Polskiego bardzo wybitne zajmowali stanowiska. Jeszcze za życia mojej żony, z którą był skoligacony, przyjechał Piotruś do Wiednia i niby robił jakieś studia, ale więcej grał w karty i siedział u Puchera. Niski i garbaty, ale mający się za ideał męskiej piękności, zaczął dużo bywać w lekkim świecie, gdzie go oczywiście wyśmiewano. Zarozumiały i pyszałkowaty bez granic, płaszczący się przed wyższymi z rodu i stanowiska, pomiatający każdym, kto nie stał na wysokości "Górskich". Po kilku latach stał się Peter niemożliwym w polskich kołach wiedeńskich [...] wyniósł się więc do Lwowa, wstąpił pod Badenim do namiestnictwa, ale tam także grą w karty i swymi niesympatycznymi wadami zyskał sobie - samych nieprzyjaciół. Wskutek rodzinnych protekcji dał go Badeni na komisarza do starostwa krakowskiego sądząc, że Peterek, dostawszy się w tamtejszą atmosferę owianą wonią kościelnego kadzidła, znajdzie stosowniejsze dla siebie otoczenie. Ale garbaty Peter, przejęty powagą swej komisarskiej władzy, nadymał się jak purchawka, wydobył raz szpadę z pochwy przy jakimś zajściu ulicznym, co oczywiście homeryczny śmiech wywołało, a co więcej - uważając się za główną w starostwie osobistość i ignorując swego przełożonego - zaczął, jak się tylko dało na własną rękę załatwiać interesy starostwa. Pożegnano go więc, a Peter zawrzał odtąd nienawiścią do Badeniego, zaczął pisać rozprawy o urządzeniu gmin, przypochlebiać się Dunajewskiemu, który pomimo swego wieku i doświadczenia lubił niskie ukłony i dorobił się tym samym protekcji starego ministra. Przy tegoż pomocy został Peter wybrany na posła do Sejmu i do Rady Państwa, nadymał się jak żaba i wyszedł - w swoim przynajmniej rozumieniu - na wielkiego człowieka.
W 1893 wystąpił ze służby rządowej i rozpoczął działalność polityczną. Związany ze stronnictwem konserwatystów krakowskich (stańczyków). W 1896 był współzałożycielem krakowskiego Klubu Konserwatywnego, którego zebrania przez następne 30 lat były ośrodkiem myśli zachowawczej. Po wybuchu rewolucji w Królestwie Polskim w 1905 nawiązał bliższe stosunki z politykami Stronnictwa Polityki Realnej i usiłował być łącznikiem pomiędzy konserwatystami obu zaborów. Od 1896 członek wydziału i dyrekcji Krajowej Kasy Oszczędności.
W latach 1896–1906 był członkiem Rady Miasta Krakowa, gdzie brał udział w komisjach: ekonomicznej, prawnej, szkolnej, statutowej i kanałów spławnych. Poseł do galicyjskiego Sejmu Krajowego VII kadencji (28 grudnia 1895 - 9 lipca 1901) i VIII kadencji (28 grudnia 1901 - 20 lutego 1906). Wybierany w kurii I (wielkiej własności) z obwodu wyborczego nr 1 (krakowskiego), po jego śmierci mandat uzyskał w wyborach uzupełniających 21 czerwca 1906 Karol Czecz de Lindenwald. W Sejmie należał do Koła posłów krakowskich pod przewodnictwem Juliana Dunajewskiego i po krótkim czasie stał się jednym z przywódców stańczyków. Wobec obaw swego stronnictwa iż reforma gminna wzmocni politycznie element chłopski, a w Galicji wschodniej ukraiński - opracował w jego imieniu konserwatywne projekty reform agrarnych, o włościach rentowych i niepodzielności gruntów, parcelacji, emigracji. Był on jednym z głośniejszych mówców sejmowych. Szczególnie głośne były jego mowy przy dyskusji budżetowej w Sejmie Krajowym w l. 1892-1899 i 1905.
Poseł do austriackiej Rady Państwa IX kadencji (27 marca 1897 - 7 września 1900) i X kadencji (31 stycznia 1901 - 20 lutego 1906). Wybierany w I kurii (wielkiej własności) - w kadencji IX z okręgu nr 1 (Kraków-Chrzanów) a w kadencji X z okręgu nr 5 (Nowy Sącz-Jasło-Grybów-Limanowa-Nowy Targ-Gorlice). Drugi raz otrzymał mandat w wyborach uzupełniających po rezygnacji z mandatu przez Antoniego Wodzickiego. W parlamencie należał do grupy posłów konserwatywnych (stańczyków) Koła Polskiego w Wiedniu. Uchodził w nim za jednego z najwybitniejszych parlamentarzystów i mówców. Podobnie jak w Sejmie także tu popierał sprawy miasta Krakowa.
Pochowany na cmentarzu Rakowickim w Krakowie w grobowcu rodzinnym (kw. 25).

## Rodzina
Urodził się w rodzinie ziemiańskiej, syn właściciela Uleńca Stanisława (1820-1900) i Heleny z Mężyńskich (1834-1887). Miał dwóch braci profesora UJ Antoniego (1862-1928) i ziemianina Franciszka (1858-1904) oraz siostrę Helenę (1875-1887).

## Publikacje
- O projektach krajowych urządzeń opieki nad ubogimi Kraków 1890
- Samorząd gminny t. 1 Kraków 1890
- Biurokracja w autonomii, Kraków 1895
- List otwarty do wyborców, Kraków 1895
- Mowa w Sejmie 16 I 1892, Kraków 1898
- O potrzebie naprawienia urządzeń w kraju. Mowa sejmowa, Kraków 1899,
- Samorząd gminny T.2 Kraków 1907
- Co zrobić dla sanacji kraju? Kraków 1900